# Campeonato del Mundo amateur de culturismo
El campeonato del mundo de culturistas Amateur (IFBB Mr. Universe) es un campeonato masculino de culturismo organizado por la Federación Internacional de Culturistas (IFBB). El primer evento tuvo lugar en 1959.
En 1976, cambiaron el nombre para evitar confusión con la NABBA Mr. Universo

## Resultados
| Año  | Lugar                    | Ganador               |
| ---- | ------------------------ | --------------------- |
| 1959 | Ibiza, España            | Javier Arévalo Ortega |
| 1960 | Montreal, Canadá         | Chuck Sipes           |
| 1961 | Sin concurso             | Sin concurso          |
| 1962 | Nueva York, EE. UU.      | George Eifferman      |
| 1963 | Nueva York, EE. UU.      | Harold Poole          |
| 1964 | Nueva York, EE. UU.      | Larry Scott           |
| 1965 | Nueva York, EE. UU.      | Earl Maynard          |
| 1966 | Nueva York, EE. UU.      | Dave Draper           |
| 1967 | Montreal, Canadá         | Sergio Oliva          |
| 1968 | Miami, EE. UU.           | Frank Zane            |
| 1969 | Nueva York, EE. UU.      |                       |
| 1970 | Belgrado, Yugoslavia     | Franco Columbo        |
| 1971 | París, Francia           | Albert Beckles        |
| 1972 | Bagdad, Irak             | Ed Corney             |
| 1973 | Ginebra , Suiza          | Lou Ferrigno          |
| 1974 | Verona, Italia           | Lou Ferrigno          |
| 1975 | Pretoria, Sudáfrica      | Ken Waller            |
| 1976 | Montreal, Canadá         | Ñoñito Viera          |
| 1977 | Nimes, Francia           |                       |
| 1978 | Acapulco, México         | Mike Mentzer          |
| 1979 | Columbus (Ohio), EE. UU. |                       |
| 1980 | Manila, Filipinas        |                       |
| 1981 | El Cairo, Egipto         |                       |
| 1982 | Brujas, Bélgica          |                       |
| 1983 | Singapur                 | Bob Paris             |
| 1984 | Las Vegas, EE. UU.       |                       |
| 1985 | Gotemburgo, Suecia       | Lee Labrada           |
| 1986 | Tokio, Japón             |                       |
| 1987 | Madrid, España           |                       |
| 1988 | Brisbane, Australia      |                       |
| 1989 | París, Francia           |                       |
| 1990 | Kuala Lumpur, Malasia    |                       |
| 1991 | Katowice, Polonia        |                       |
| 1992 | Graz, Austria            |                       |
| 1993 | Seúl, Corea del Sur      |                       |
| 1994 | Shanghái, China          |                       |
| 1995 | Guam                     | gerardo diaz          |
| 1996 | Amán, Jordania           | Jeno Kiss             |
| 1997 | Praga, República Checa   | Ahmed Haidar          |
| 1998 | Esmirna, Turquía         | Hamdallah Aykutlug    |
| 1999 | Bratislava, Eslovaquia   | Jaroslav Horvath      |
| 2000 | Malaca, Malasia          | Serguei Dimitriev     |
| 2001 | Yangon, Birmania         | Thomas Scheu          |
| 2002 | El Cairo, Egipto         | Jose Carlos Santos    |
| 2003 | Bombay, India            | El Shahat Mabrouk     |
| 2004 | Moscú, Rusia             | Olegas Zuras          |
| 2005 | Shanghái, China          | Dennis Wolf           |